# Гальяно-Атерно
Гальяно-Атерно (итал. Gagliano Aterno) — коммуна в Италии, располагается в области Абруццо, в провинции Л’Акуила.
Население составляет 316 человек (2008 г.), плотность населения составляет 9 чел./км². Занимает площадь 33 км². Почтовый индекс — 67020. Телефонный код — 0864.
Покровителем коммуны почитается святой Мартин Турский, празднование 11 ноября.

## Демография
Динамика населения:

## Администрация коммуны
- Официальный сайт: http://www.comunegaglianoaterno.it/